# Terre Haute, Indiana
Terre Haute este o localitate, municipalitate și sediul comitatului, Vigo, statul Indiana, Statele Unite ale Americii.